# Rio, Verão & Amor
Rio, Verão & Amor é um filme brasileiro de 1966 do gênero "Comédia Musical", dirigido por Watson Macedo. Roteiro do diretor, com diálogos de Ziraldo. Locações no Rio de Janeiro, principalmente das praias do Arpoador, Ipanema e Castelinho. Na cena final, em destaque a Praça Quinze e uma barca partindo para Niterói. Foi o último filme como diretor de cinema de Watson Macedo. Nos números musicais, Renato e seus Blue Caps, Lilian, Brazilian Bitles e Zumba 5.

## Elenco
- Milton Rodríguez...Paulo
- Elizabeth Gasper...Monique
- Augusto Cesar Vanucci...Maurício
- Anabela...Margarida
- Walter Forster...Guimarães
- Humberto Catalano...Josué
- Kleber Drable...Peixoto
- Suzy Arruda...Augusta
- Celi Ribeiro...Lolita
- Babete Castilho...Gabriela (nos letreiros, Babete)
- Tony de Padua...Pedro
- Pituca...Juca, o farmacêutico
- Lílian
- Tadeu De Godoi.... Garoto da praia

## Sinopse
No verão carioca, os irmãos Paulo e Pedro vivem diversas aventuras envolvendo garotas e canções. Paulo é motorista do milionário empresário Guimarães e gosta de ir à praia com o conversível do patrão, se passando ele próprio por milionário. Ele é autor de sambas e disputa a bonita Gabriela com o músico Maurício, o "Rei Mau-Mau" do Iê-Iê-Iê. Maurício e Gabriela são filhos dos ricos Josué e Peixoto, que disputam a presidência da empresa, cargo que Guimarães quer deixar, abatido por uma viuvez. Enquanto isso Pedro, que é salva-vidas, quer ficar noivo de Magarida, uma moça que mora na pensão da Dona Augusta. Mas é atrapalhado por Monique, uma francesa suicida.